# Phích nước

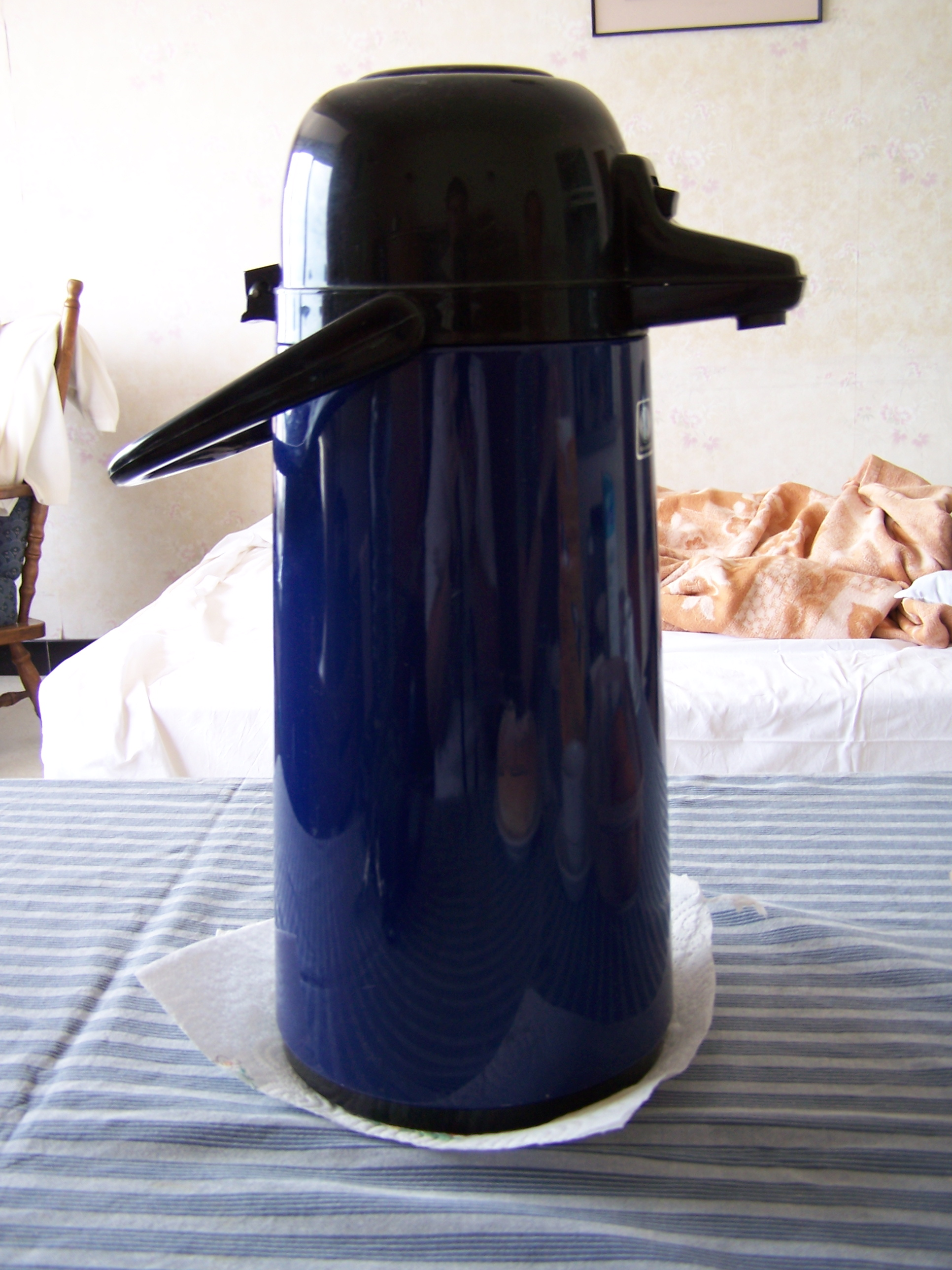
Phích nước nóng dùng trong gia đình

Mô hình của phích nước với nắp (bằng sắt hoặc gỗ) ở trên và hai lớp cách nhiệt

Phích nước (hay còn gọi là bình thủy, bình Dewar, bình giữ nhiệt) là một dụng cụ gia đình dùng để đựng nước sôi hoặc nước ấm, hoặc nước đá, hoặc các loại chất lỏng, thức ăn, vật thể cần được bảo quản ở nhiệt độ khác với nhiệt độ môi trường (nhiệt độ cao hơn, hoặc thấp hơn nhiệt độ môi trường).

## Lịch sử
Phích nước được phát minh bởi nhà vật lý học kiêm hóa học người Scotland, Sir James Dewar (1842-1923) vào năm 1892 tức thế kỉ 19 nhờ cải tiến từ thùng nhiệt lượng kế của Isaac newton.
Thiết kế của Dewar đã nhanh chóng trở thành một mặt hàng thương mại vào năm 1904 do hai người thợ khắc thủy tinh của Đức, Reinhold Burger và Albert Aschenbrenner, phát hiện ra rằng nó có thể được sử dụng để giữ nhiệt độ cho đồ uống lạnh và đồ uống nóng.

## Cấu tạo
Phích nước được cấu tạo từ 2 phần chính: ruột và vỏ. Phần vỏ hình trụ đứng, chiều cao tùy hình dạng và kích thước của phích. Vỏ có thể làm bằng nhựa hoặc bằng kim loại và đi kèm với mỗi loại vỏ là các loại nắp (phích nhựa dùng nắp nhựa có ren, phích kim loại dùng nắp gỗ). Nắp phích dùng để ngăn cản hiện tượng truyền nhiệt của phích bằng đối lưu và giúp nước không tràn ra khỏi phích. Phần đầu phích còn có quai cầm để tiện cho việc vận chuyển, thân phích được trang trí hoa văn cùng tên thương hiệu (hoặc trang trí khung cảnh). Phần đáy có thể gỡ ra lắp vào, bên trong nắp đậy có 1 phần lồi lên nhỏ bằng nhựa hoặc kim loại để cố định.
Phần ruột phích thực chất là một bình 2 vỏ, được nối với nhau ở miệng, làm bằng thủy tinh tráng bạc để các tia bức xạ nhiệt trở lại nước trong phích. Giữa 2 lớp thủy tinh là chân không giúp nhiệt không truyền được ra bên ngoài. Đáy ruột phích có chuôi hút chân không là nơi hút khí giữa 2 lớp ruột phích nhằm ngăn chặn sự truyền nhiệt giữa nước trong phích và môi trường bên ngoài. Vì vậy, trong vòng 24 tiếng đồng hồ, nước từ 100 °C còn giữ lại được 65°C-75 °C.

## Nghiên cứu thêm
- Burger R., Bằng sáng chế Hoa Kỳ số 872.795, "Double walled vessel with a space for a vacuum between the walls," ngày 3 tháng 12 năm 1907.
- Sella, Andrea (2008). "Dewar's Flask". Chemistry World. tr. 75. Truy cập ngày 30 tháng 8 năm 2008.